# 技術グラミー賞
技術グラミー賞（英: Technical Grammy Award）は、レコーディング分野において卓越した技術的貢献を果たした個人または企業に贈られるグラミー賞の特別功労賞。この賞は、1994年にトーマス・G・ストックハム・ジュニア博士に初めて授与された。この賞を受賞した他の人物には、レイ・ドルビー、梯郁太郎、ルパート・ニーヴ、レス・ポール、フィル・ラモーン、ロバート・モーグ博士、ジェフ・エメリック、トム・ダウド、ビル・パトナム、ジョージ・マッセンバーグ、ロジャー・リン、レオ・フェンダー、トーマス・アルヴァ・エジソンらがいる。受賞した企業には、AKG、アップルコンピュータ、Digidesign、JBLプロフェッショナル、レキシコン、シュア、ソニー/フィリップスなどがある。

## 技術グラミー賞受賞者
以下の個人および企業が技術グラミー賞を受賞した。受賞年別に記載。
| 年   | 受賞者（社）                                               | 参照  |
| ---- | ---------------------------------------------------------- | ----- |
| 1994 | トーマス・G・ストックハム                                  |       |
| 1995 | レイ・ドルビー                                             |       |
| 1997 | ルパート・ニーヴ                                           |       |
| 1998 | ジョージ・マッセンバーグ                                   |       |
| 1998 | ソニー/フィリップス                                        |       |
| 1999 | ゲオルク・ノイマン                                         |       |
| 2000 | ビル・パトナム、AMS Neve                                   |       |
| 2001 | レス・ポール、Digidesign                                   | [ 4 ] |
| 2002 | ロバート・モーグ、アップルコンピュータ                     | [ 5 ] |
| 2003 | ジェフ・エメリック、シュア                                 |       |
| 2004 | ダグラス・サックス、ソリッド・ステート・ロジック           |       |
| 2005 | フィル・ラモーン、JBLプロフェッショナル                    |       |
| 2006 | トム・ダウド、ベル研究所/ウェスタン・エレクトリック        |       |
| 2007 | デヴィッド・M・スミス、ヤマハ                              | [ 6 ] |
| 2008 | ジョン・アーグル、アンペックス                             | [ 7 ] |
| 2009 | レオ・フェンダー、ユニバーサル・オーディオ                 |       |
| 2010 | トーマス・アルヴァ・エジソン、AKGアコースティックス        |       |
| 2011 | ロジャー・リン、Waves Audio                                |       |
| 2012 | ロジャー・ニコルズ、セレモニー                             |       |
| 2013 | 梯郁太郎 & デイヴ・スミス、ロイヤー・ラボ                  |       |
| 2014 | エミール・ベルリナー、レキシコン                           |       |
| 2015 | レイ・カーツワイル                                         | [ 8 ] |
| 2016 | ハーヴェイ・フレッチャー、EMT                              |       |
| 2017 | アラン・ブルムライン                                       |       |
| 2018 | リチャード・ファクター & アンソニー・アニェロ              |       |
| 2019 | ソール・ウォーカー                                         |       |
| 2020 | ジョージ・オーグスパーガー                                 |       |
| 2021 | ダニエル・ワイス                                           |       |
| 2023 | オーディオ・エンジニアリング協会、アンディ・ヒルデブランド |       |
| 2024 | トム・コバヤシ、トム・スコット                             |       |
| 2025 | レオ・ベラネック                                           |       |